# Grete Nordrå

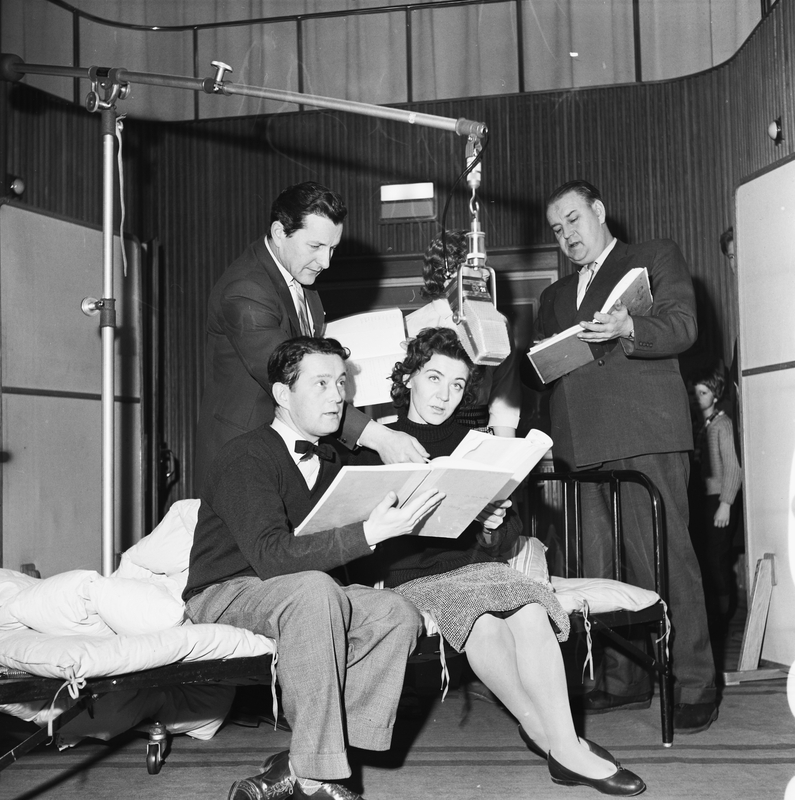
Jack Fjeldstad, Jan Pande-Rolfsen, Grete Nordrå und Alf Prøysen im Norwegian Broadcasting Radio Theatre Studio (1959)

Grete Kristine Nordrå (* 22. November 1924 in Asker; † 13. März 2012 in Bergen) war eine norwegische Schauspielerin. Nordrå hatte eine lange Karriere als Theater- und Filmschauspielerin und wurde hauptsächlich bekannt für ihre Rolle als Ellings Mutter in dem Film Elling – Nicht ohne meine Mutter (Mors Elling) und als Anna Neshov in der Fernsehserie Berlinerpoplene.

## Biografie
Nordrå debütierte 1949 als Tänzerin im Edderkoppen Teater in Oslo und anschließend trat sie im Chat Noir-Theater auf. 1952 debütierte sie als Schauspielerin am Folketeatret in Oslo, wo sie bis 1959 wirkte. Ab 1961 spielte am Oslo Nye Teater.Siden und im selben Jahr wechselte sie noch zum Trøndelag Teater in Trondheim, wo sie bis 1968 blieb. Im Anschluss ging sie nach Oslo  ans Det norske teatret bis 1974. Von 1974 bis 1976 trat sie dann als Schauspielerin am Teatret Vårt in Møre og Romsdal und von 1976 bis 1982 im Rogaland Teater in Stavanger auf. 1982 begann sie am Den Nationale SceneTheater in Bergen zu spielen, wo sie über 20 Jahre lang tätig war. Nordrå hatte auch verschiedene Rollen bei den Freiluft-Theateraufführungen Spelet om Heilag Olav (Festspiele zum heiligen Olaf) in Verdal in Nord-Trøndelag und in dem historischen Schauspiel Kristkongane på Moster (Christkönig in Moster) in den Mostraspelet (Moster-Festspielen) auf der Insel Moster in Hordaland.
Im Spielfilm hatte Nordrå 1955 ihre erste Rolle in Trost i taklampa. Insgesamt wirkte Nordrå seitdem bei mehreren Filmen und Fernsehproduktionen in verschiedenen Rollen als Schauspielerin mit, unter anderem in Ni liv, Hustruer, Medmenneske, Lars i porten, Elling – Nicht ohne meine Mutter und Berlinerpoplene.
Nordrå wurde 2003 von König Harald V. zum Ritter 1. Klasse des Sankt-Olav-Ordens ernannt, „für ihren Beitrag zum norwegischen Theater“.

## Filmografie
- 1955: Trost i taklampa
- 1957: Soweit die Kräfte reichen (Ni liv)
- 1969: Frøken Rosita
- 1970: Douglas
- 1971: Rødblått paradis
- 1975: Ehefrauen (Hustruer)
- 1981: Medmenneske
- 1984: Lars i porten
- 1990: Hexen hexen (The Witches)
- 1990: Landstreicher (Landstrykere)
- 1991: For dagene er onde
- 1991: Fedrelandet
- 1993: Fortuna
- 1997: Naustet
- 1999: Evas Auge (Evas øye)
- 1999: Bornholms stemme
- 2000: Ca. lykkelig
- 2000: Da jeg traff Jesus
- 2001: Det største i verden
- 2003: Elling – Nicht ohne meine Mutter (Mors Elling)
- 2007: Hva skjer ’a Jonatan